# Ronald Rychlak
Ronald J. Rychlak (Oxford (Mississippi), 23 settembre 1957) è un avvocato, docente e storico statunitense autore di alcuni saggi in difesa di papa Pio XII e della chiesa cattolica ai tempi dell'Olocausto.

## Biografia
Nel 1980 ha conseguito a pieni voti il bachelor's degree in Economia presso il Wabash College in Indiana, e nel 1983 lo Juris Doctor degree presso la Vanderbilt University School of Law in Tennessee, venendo premiato con l'Order of the Coif per i risultati conseguiti.
Dopo una breve carriera da avvocato e da collaboratore del giudice di corte d'appello federale Harry Wellford, dal 1987 Rychlak insegna Legge all'Università del Mississippi, della cui scuola di Legge è oggi decano associato per gli affari accademici. È membro accademico della Foundation for Defense of Democracies, fondata dopo gli attacchi terroristici dell'11 settembre 2001. Fa inoltre parte dell'Associazione Avvocati Difensori del Mississippi e della Society of Catholic Social Scientists, ed era stato nominato dalla Corte Suprema del Mississippi fra i membri della commissione per la revisione del codice penale del Mississippi.
Nel 2004 fu invitato da George W. Bush a tenere un discorso sul tema della libertà di parola in Internet presso l'Organizzazione per la sicurezza e la cooperazione in Europa.
Fa parte della delegazione diplomatica della Santa Sede presso le Nazioni Unite e per la sua attività diplomatica ha ricevuto tre medaglie dal Vaticano. All'ONU si è occupato della creazione di una Corte penale internazionale.

## Pubblicazioni
Rychlak è editorialista per diverse riviste giuridiche accademiche e numerosi quotidiani e periodici, tra i quali The Washington Post e The Wall Street Journal.
È inoltre autore di due saggi sul ruolo della Chiesa cattolica, e in particolare del pontefice Pio XII, nella seconda guerra mondiale, con riferimento soprattutto ai rapporti con il nazismo nel corso della Shoah. Nel 2000 ha pubblicato il volume Hitler, the War and the Pope (trad. it.: Hitler, la Guerra e il Papa), considerato dal periodico neoconservatore The Weekly Standard e dallo storico ebreo David Gil Dalin come «la migliore e la più accurata delle recenti opere sulla Chiesa durante la Seconda guerra mondiale». Nel 2005 ha pubblicato il saggio Righteous Gentiles: How Pope Pius XII and the Catholic Church Saved Half a Million Jews from the Nazis (trad. it.: Giusti tra le nazioni: come Pio XII e la Chiesa cattolica hanno salvato mezzo milione di ebrei dai nazisti), per rispondere alle argomentazioni degli storici che accusano la Chiesa cattolica di non essersi impegnata sufficientemente per impedire lo sterminio degli ebrei. Quest'ultimo saggio è stato lodato da Padre Peter Gumpel, giudice della causa di canonizzazione di Pio XII, come «il più completo e documentato libro nel campo».